# Абрамовщина-3
Абрамовщина-3 (біл. Абрамаўшчина-3, пол. Abramowszczyzna-3) — село в Сморгонському районі Гродненської області Білорусі.
Входить до складу Вишневської сільради.
Розташована у східній межі району, у безпосередній близькості від Дубатовського болота. Відстань до районного центру Сморгонь по автодорозі — близько 17 км, до центру сільради агромістечка Вишневе по прямій — близько 12 км. Найближчі населені пункти — Дубатовка, Мілуті, Окушкове.
Згідно з переписом населення села в 1999 році налічувало 25 осіб.
Назва походить від антропоніма Аврам, нащадки якого заснували поселення.
У селі знаходяться оборонні споруди 1-ї світової війни 1915 — 18 рр. На одному з бліндажів зберігся барел'єф із зображенням похідної кухні, коней, півня, свині та ін.
Через село проходить автодорога місцевого значення Н20001 Абрамовщина-3 — Лещеняти.